# Hellbilly Deluxe
Hellbilly Deluxe es el álbum debut como solista del cantante y creador de White Zombie, Rob Zombie. Fue lanzado el 25 de agosto de 1998.
El álbum contiene guitarras pesadas y bajos distorsionados, tal como lo hacía White Zombie, pero también incluye elementos únicos de Zombie. Por ejemplo, hay mucha más influencia del groove en sus canciones, y la voz tiende a ser más electrónica.
El álbum también fue lanzado a la venta en el 2005, con un DVD que contiene todos los videos que acompañaron a los sencillos.
Un remix de la canción "Dragula", fue incluida en 1999 a la banda sonora de la película The Matrix, y en el 2000 a la banda sonora de la película Book of Shadows: Blair Witch 2, la canción también fue incluida en el Sound track de los juegos Gran Turismo 2, Twisted Metal 3 para la consola PlayStation, y es parte de la banda sonora Twisted Metal para la consola PlayStation 3.
El álbum remix de este CD, American Made Music to Strip By, fue lanzado un año después, el 26 de octubre de 1999.

## Lista de canciones
Todas las canciones escritas por Rob Zombie, editadas por Rob Zombie y Scott Humprey
1. "Call of the Zombie"– 0:30
2. "Superbeast" – 3:40
3. "Dragula " – 3:42
4. "Living Dead Girl" – 3:21
5. "Perversion 99" – 1:43
6. "Demonoid Phenomenoid" – 4:11
7. "Spookshow Baby" – 3:38
8. "How To Make a Monster" – 1:38
9. "Meet the Creeper" – 3:13
10. "The Ballad of Resurrection Joe and Rosa Whore" – 3:56
11. "What Lurks on Channel X?" – 2:29
12. "Return of The Phantom Stranger - 4:31
13. "The Beginning of the End" - 1:52

## Miembros
- Rob Zombie - voces
- Mike Riggs - guitarra
- Rob Nicholson - bajo
- John Tempesta - batería

- Datos: Q1035135